# دبليو 56 (قنبلة نووية)

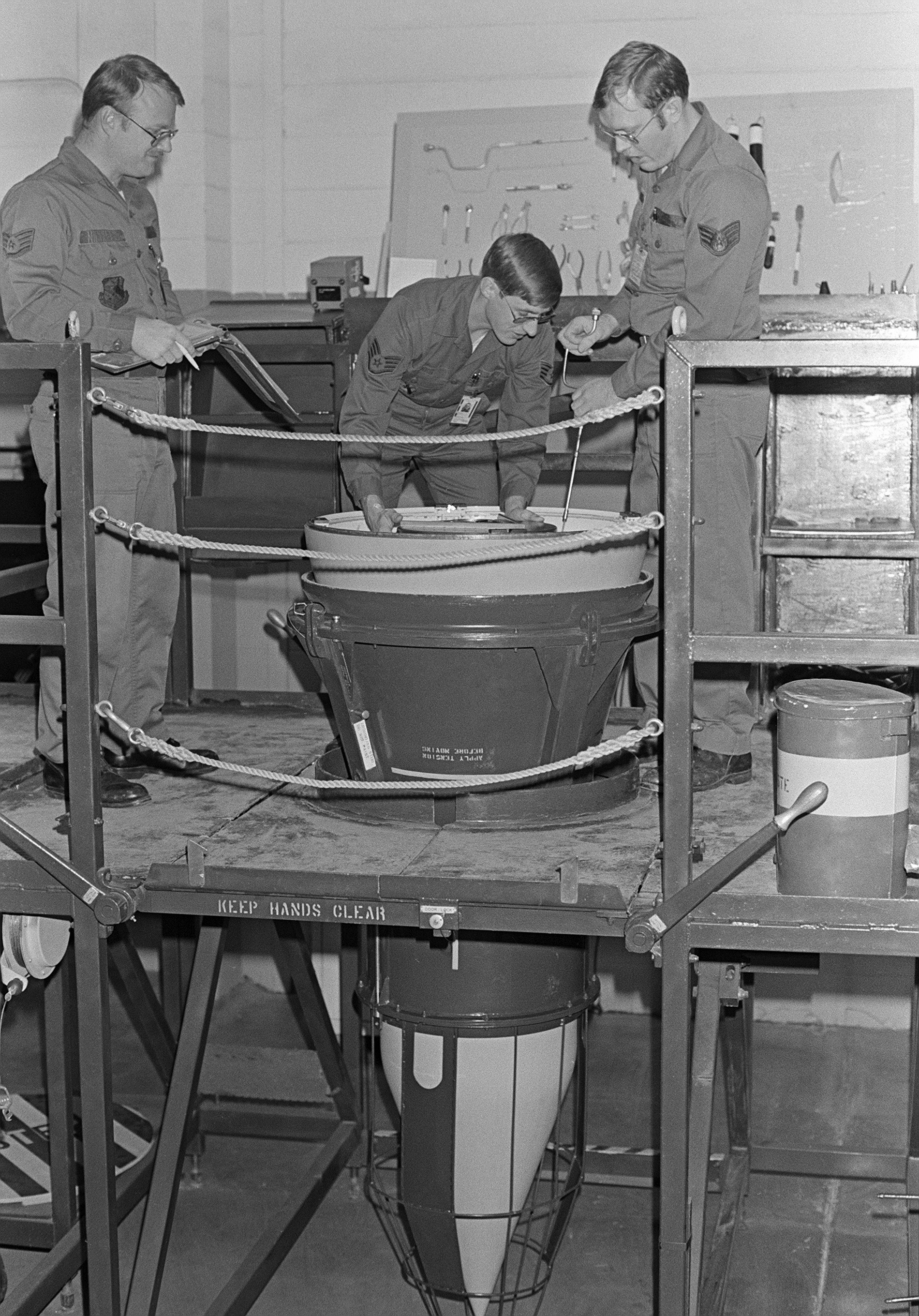

دبليو 56 هو رأس حربي نووي حراري أمريكي تم إنتاجه في عام 1963م واستمر حتى عام 1993م.
تم تصنيع دبليو 56 في سلسلة من الموديلات وكلها تقريباً بنفس الحجم وكان لها ناتج قدره 1.2 مليون طن. 
تم تخزين جميع الرؤوس الحربية لـ دبليو 56 ليتم تفكيكها في نهاية يونيو 2006م.